# Pierwszy rząd Pedra Sáncheza

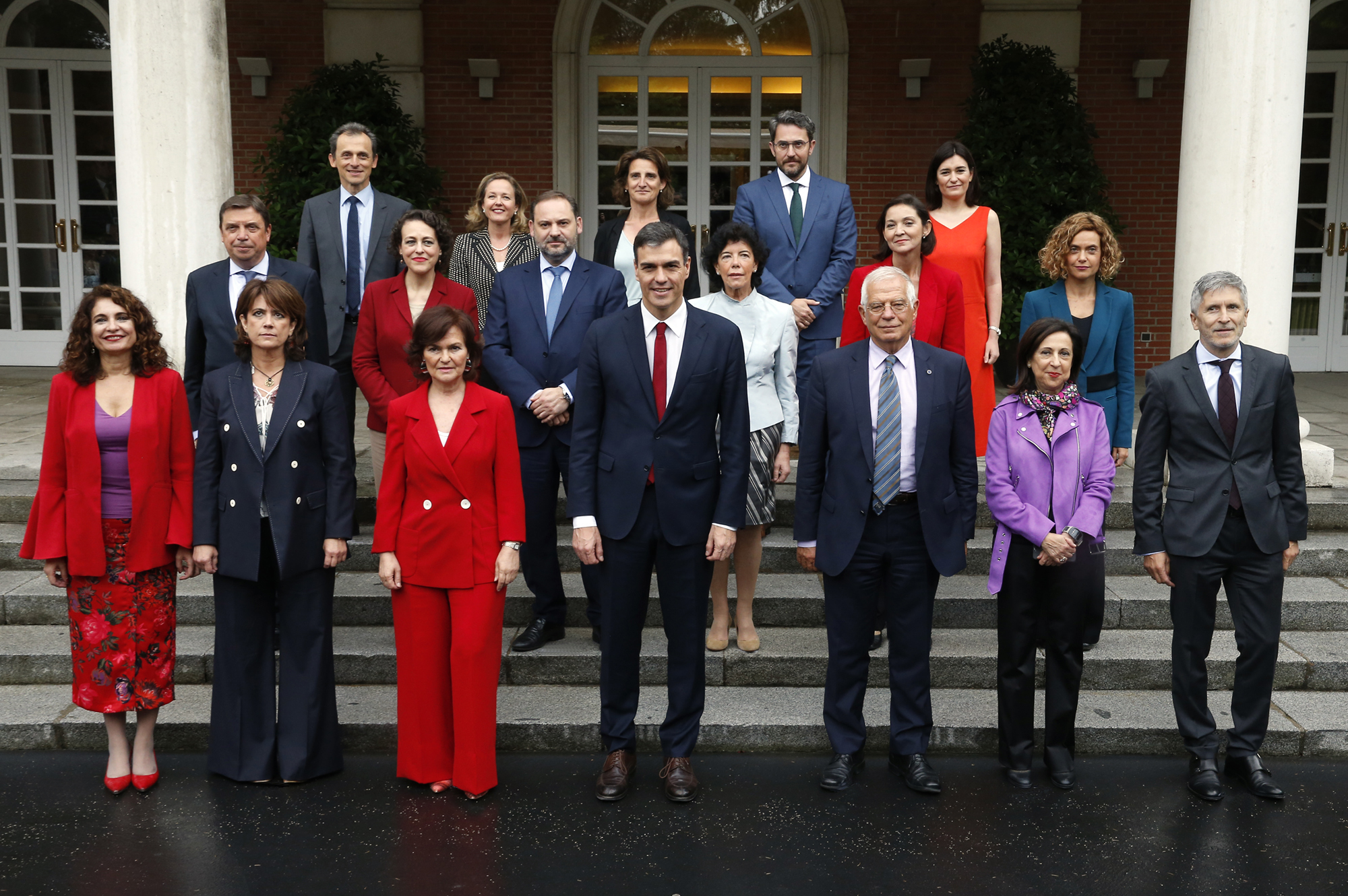
Członkowie gabinetu po pierwszym posiedzeniu (2018)

Pierwszy rząd Pedra Sáncheza – rząd Królestwa Hiszpanii funkcjonujący od 7 czerwca 2018 do 13 stycznia 2020.
Gabinet zastąpił mniejszościowy drugi rząd lidera Partii Ludowej Mariano Rajoya, powołany 4 listopada 2016, co zakończyło długotrwały kryzys polityczny. W maju 2018 zapadł wyrok w sprawie caso Gürtel, w wyniku tego postępowania skazano blisko 30 polityków i związanych z ludowcami biznesmenów, którym zarzucono m.in. fałszerstwa i pranie brudnych pieniędzy. Socjaliści z Hiszpańskiej Socjalistycznej Partii Robotniczej, którzy w wyborach z czerwca 2016 uzyskali 85 miejsc w 350-osobowym Kongresie Deputowanych, złożyli wówczas wniosek o konstruktywne wotum nieufności, proponując na premiera swojego lidera Pedra Sáncheza. Wniosek ten poparła koalicja ugrupowań lewicowych, komunistycznych i ekologicznych skupionych wokół partii Podemos, a także baskijscy i katalońscy nacjonaliści. Wniosek o wotum nieufności przeszedł 1 czerwca 2018 – stosunkiem 180 do 169 głosów Mariano Rajoy został odwołany z funkcji premiera.
Nowy premier został zaprzysiężony następnego dnia. 6 czerwca 2018 Pedro Sánchez ogłosił proponowany skład swojego gabinetu, w którym znaleźli się przedstawiciele PSOE, skonfederowanej z nią Partii Socjalistów Katalonii (PSC) i osoby bezpartyjne. Na 17 stanowisk ministerialnych (o 4 więcej niż w poprzednim rządzie) 11 przypadło kobietom, zaś 6 mężczyznom. Ministrowie zostali zaprzysiężeni 7 czerwca.
W lutym 2019 rząd przegrał głosowanie nad budżetem, na skutek czego Pedro Sánchez doprowadził do rozpisania na kwiecień przedterminowych wyborów parlamentarnych. Socjaliści zajęli wówczas pierwsze miejsce, w parlamencie nie doszło jednak do utworzenia większości zdolnej do wyłonienia rządu. We wrześniu rozpisano kolejne przedterminowe wybory, które wyznaczono na listopad. Dopiero po nich udało się utworzyć nowy rząd dotychczasowego premiera, który rozpoczął urzędowanie 13 stycznia 2020.

## Skład rządu
| Stanowisko                                                                        | Minister                                                                      |
| --------------------------------------------------------------------------------- | ----------------------------------------------------------------------------- |
| Premier                                                                           | Pedro Sánchez                                                                 |
| Wicepremier, minister ds. prezydencji, kontaktów z parlamentem i równouprawnienia | Carmen Calvo                                                                  |
| Minister spraw zagranicznych, europejskich i kooperacji                           | Josep Borrell (do 30 listopada 2019)                                          |
| Minister sprawiedliwości                                                          | Dolores Delgado                                                               |
| Minister obrony                                                                   | Margarita Robles                                                              |
| Minister finansów                                                                 | María Jesús Montero                                                           |
| Minister spraw wewnętrznych                                                       | Fernando Grande-Marlaska                                                      |
| Minister rozwoju                                                                  | José Luis Ábalos                                                              |
| Minister edukacji i kształcenia zawodowego oraz rzecznik prasowy rządu            | Isabel Celaá                                                                  |
| Minister pracy, migracji i zabezpieczenia społecznego                             | Magdalena Valerio                                                             |
| Minister przemysłu, handlu i turystyki                                            | Reyes Maroto                                                                  |
| Minister rolnictwa, rybołówstwa i żywności                                        | Luis Planas                                                                   |
| Minister polityki terytorialnej i służb publicznych                               | Meritxell Batet (do 21 maja 2019)                                             |
| Minister ds. ekologii                                                             | Teresa Ribera                                                                 |
| Minister kultury i sportu                                                         | Màxim Huerta (do 14 czerwca 2018) José Guirao (od 14 czerwca 2018)            |
| Minister gospodarki i przedsiębiorczości                                          | Nadia Calviño                                                                 |
| Minister zdrowia, konsumentów i opieki społecznej                                 | Carmen Montón (do 11 września 2018) María Luisa Carcedo (od 12 września 2018) |
| Minister nauki, innowacji i szkolnictwa wyższego                                  | Pedro Duque                                                                   |